# Platymystax leucocephalus
Platymystax leucocephalus är en stekelart som först beskrevs av Tosquinet 1896.  Platymystax leucocephalus ingår i släktet Platymystax och familjen brokparasitsteklar. Inga underarter finns listade i Catalogue of Life.